# 泉州公交K306路
泉州公交K306路是中华人民共和国泉州市境内的一条公共交通线路，原名18路，全程36.1公里。起讫点为福厦高铁泉州东站至清濛亿兴电力，运营时间为福厦高铁泉州东站：6:05-21:40；清濛亿兴电力：6:40-22:20。
该线为第一条进入泉州经济技术开发区域内部运营的线路

## 历史
- 1997年9月1日，泉州市公交公司（公交集团前身）开通18路公共小巴。初期运行区间为新农校-清濛科技工业区。初期运营时间为6:20-17:30，使用车辆为12部小巴[1]
- 1998年12月2日，因优化调整，18路取消途径九一街。改为经由温陵北路、东街、南俊路至百源路后原线行驶，其它不变[2]
- 1999年1月15日，18路更换为20部华夏AC6700DQ型汽油无空调公交车[3]
- 2000年，18路开通夜班服务，末班时间延长至21:08（冬）/21:15（夏）发车[4][5]
- 2001年8月21日，18路更换为24部安凯HFF6882GK16型柴油无空调公交车[6]
- 2004年6月20日，因坪山下穿道施工需要，18路取消途径泉州农校，改为至丰泽公交站始发终到[7]
- 2005年，因泉州大桥南立交桥施工，18路取消途径温陵南路、泉州大桥，改为途径义全街、堤后路、笋江大桥、兴贤路、南迎宾大道、泉安北路至凤池路后原线行驶
- 2006年12月18日，一男子在乘坐18路时，因桥南立交桥处于施工状态无法停靠展览城，而该男子坚持要求在展览城站下车而与乘务员发生纠纷，造成该车乘务员脑震荡损伤[8]
- 2007年4月30日，18路更换为24部亚星JS6880C93H型柴油空调公交车
- 2007年7月12日，因桥南立交桥建成通车，18路恢复途径泉州大桥，并取消途径义全街、堤后路、笋江大桥、兴贤路
- 2007年12月18日，因泉州大桥北桥头实行单向循环，18路往泉州农校方向改为途径宝洲街、田安南路、泉秀街至温陵南路后原线行驶[9]
- 2008年5月25日，因南迎宾大道建设下穿道施工的需要，18路调整为途径泉安北路、凤池路至德泰路后原线行驶[10]。8月25日取消途径上述走向
- 2008年12月，18路更换为7部亚星JS6906GHA型柴油空调公交车，并退下7部亚星JS6880C93H型至3路
- 2010年6月，18路接手并更换自6路划拨的5部大金龙XMQ6891G1型柴油空调公交车，并再次退下5部亚星JS6880C93H型至3路等线路，用于更新车型[11]
- 2010年8月19日，18路一部运营车辆在途径泉州大桥时，遭遇来自对向失控小轿车的相撞事故。小车倾覆，而18路该车仅挡风玻璃受损[12]
- 2010年10月，18路更换为24部福达FZ6106UF63型柴油空调公交车
- 2011年1月1日，18路启用无人售票制度，并启用泉通卡刷卡服务[13]
- 2011年2月19日，因津淮高架桥施工需要，18路自泉州农校缩线至公交云谷站始发终到，并自此开始不再前往泉州农校[14]
- 2011年4月，因开通K1路的需要，泉州公交划拨18路8部福达FZ6106UF63型用于开通K1路，并同时更换6部福达FZ6890UF3G3型柴油空调公交车
- 2011年10月19日，因南迎宾大道浦口环岛至展览城段施工的需要，18路改为途径兴霞路、望江路、池峰路至万祥医院站后原线行驶。12月9日取消途径上述路段[15]
- 2012年1月，18路增加5部申龙SLK6105UF63型柴油空调公交车，退下3部FZ6890UF3G3型至1路加车，配车数恢复至原来的水平
- 2012年7月8日，因泉州大桥北桥头取消单向循环，18路往双向改为途径温陵南路，取消途径宝洲街、田安南路、泉秀街[16]
- 2014年7月27日，18路全线车辆安装破玻器[17]
- 2014年10月21日，18路取消冬夏季首末班区分，统一运营时间为云谷公交站：6:05-21:35、清濛亿兴电力：6:40-22:20
- 2014年11月，18路接手更换为自21路退下的3部FZ6106UF63，并退下3部FZ6890UF3G3至K501路加车
- 2015年2月10日，应泉州市交通委关于《环泉州湾公交发展规划》的要求，泉州公交将18路更名为K306路[18]
- 2015年12月，为给K1路扩充运能，泉州公交划拨K306路5部FZ6106UF63至K1路，自此K306路配车降至19部
- 2017年7月20日，K306路票价由分段计价¥2.0降为一票制¥1.0[19][20]
- 2017年9月26日，因泉州古城提升改造及城市双修的要求，K306路自该日起，取消途径温陵北路东街、南俊路、百源路、涂门街。改为途径温陵南路行驶。同日，该线亦取消途径丰冠路、公交云谷站，改为途径丰泽街、安吉路、毓才街至五中城东校区始发终到。五中城东校区末班发车时间由21:35延长至21:40，其它不变。[21]
- 2018年5月3日，K306路全线更换为16部大金龙XMQ6802AGBEVL2型空调电动巴士
- 2018年7月，K306路与44路、K1路互换配车，更换为自上述线路退下的16部金旅XML6855JEVW0C型空调电动巴士，原配车辆分配至上述线路
- 2019年3月，K306路退下的4部XML6855JEVW0C至2路、602路更换车辆，配车数减少至12部
- 2021年1月1日，K306路接手并更换自3路退下的5部西虎QAC6100NG5-1型LNG空调城市客车，原配5部金旅XML6855JEVW0C封存
- 2021年5月30日，受当日强降雨影响，K306路部分途径路段出现积水无法通行。受此影响K306路暂停运营1日，次日恢复。[22]
- 2021年6月25日，自该日起K306路双向增加停靠老年大学城东校区站。同时因东星站站点位置迁移，原有北上方向东星站更名为山海路口站并改为单向停靠。运营时间、票价不变。[23]
- 2021年10月1日，K306路全线更换为16部QAC6100NG5-1，原配2部XML6855JEVW0C封存，配车数不变。
- 2021年10月13日，因泉州大桥加固施工封闭半幅车道，K306路往亿兴电力方向临时取消途径泉州大桥。单向改为途径宝洲街、田安路南段、田安大桥、池峰路、泉安北路、桥南立交至展览城后原线行驶，其余不变。[24]
- 2022年1月11日，泉州大桥恢复双向通车，K306路自该日起取消途径宝洲街、田安路南段、田安大桥、池峰路、泉安北路，双向恢复途径泉州大桥。[25]
- 2022年3月15日，因疫情防控工作需要，K306路自该日起暂停运营至4月17日。[26]
- 2022年4月18日，K306路恢复运营。[27]同日K306路启用K1路7部闲置西虎QAC6100HEVG8型空调柴油插电混动，以及1部金旅XML6105JHEVE8C1，并再次启用3部XML6855JEVW0C。原配16部QAC6100NG5-1封存。配车数调整为11部。
- 2023年4月，因K1路增加运能需要，K306路抽调3部XML6855JEVW0C至K1路，并增加1部XML6105JHEVE8C1，配车数降为9部。
- 2023年8月17日，因南迎宾大道清濛段辅道施工，自该日起K306路往五中城东校区方向临时取消途径诺林商城、清濛，改为途径南迎宾大道至南迎宾崇宏街口调头，再途经清濛高架桥至金浦供水公司站后原线行驶，其它不变。[28]
- 2023年9月17日，K306路往五中城东校区方向恢复途径诺林商城、清濛，取消途径清濛高架桥。
- 2023年9月25日，因优化调整，K306路自该日起取消途径五中城东校区、安吉路。并恢复至云谷公交站始发终到，其它不变。[29]同日，K306路原配7部QAC6100HEVG8、2部XML6105JHEVE8C1下线退役，并再次更换为8部XML6855JEVW0C，配车数降为10部。
- 2024年7月26日，K306路自该日起取消途径丰冠路、云谷公交站。改为经由大坪山隧道、安吉路、北迎宾大道、洛阳大道、杏秀路、东纬一路、海山大道延伸至福厦高铁泉州东站始发终到。票价由一票制¥1.0调整为分段计价¥3.0/人。并自1路、21路调配增加6部XML6855JEVW0C，配车数增加至16部，运营时间不变。[30]
- 2024年9月30日，泉州市发改委批复K306路新票价规则。[31]
- 2025年3月6日，因微5路车辆更换需要，东海公司划拨K306路1部XML6855JEVW0C至微5路，K306路配车数降为15部。

## 站点
| 路线 | 路线 | 路线 | 所在地区、街道 | 所在地区、街道     | 站点名           | 备注                        |
| ---- | ---- | ---- | -------------- | ------------------ | ---------------- | --------------------------- |
|      |      |      | 台投区         | 凤仑街 原 东纬一路 | 福厦高铁泉州东站 | 起讫站                      |
|      |      |      | 台投区         | 凤仑街 原 东纬一路 | 玉坂村口         |                             |
|      |      |      | 台投区         | 杏秀路             | 新沙村           |                             |
|      |      |      | 台投区         | 杏秀路             | 杏秀路中段       |                             |
|      |      |      | 台投区         | 杏秀路             | 锦厝村           |                             |
|      |      |      | 台投区         | 杏秀路             | 杏田村           |                             |
|      |      |      | 台投区         | 洛阳大道 324国道   | 杏田村口         |                             |
|      |      |      | 台投区         | 洛阳大道 324国道   | 泉州市委党校     |                             |
|      |      |      | 台投区         | 洛阳大道 324国道   | 堂头             |                             |
|      |      |      | 台投区         | 洛阳大道 324国道   | 南北大道路口     |                             |
|      |      |      | 台投区         | 洛阳大道 324国道   | 下曾             | 森美                        |
|      |      |      | 台投区         | 洛阳大道 324国道   | 前园             |                             |
|      |      |      | 台投区         | 洛阳大道 324国道   | 白沙路口         |                             |
|      |      |      | 台投区         | 洛阳大道 324国道   | 华光学院         | 原名 洛阳屿头               |
|      |      |      | 台投区         | 洛阳大道 324国道   | 洛阳镇政府       |                             |
|      |      |      | 台投区         | 洛阳大道 324国道   | 洛阳             |                             |
|      |      |      | 台投区         | 洛阳大道 324国道   | 洛阳三角牌       |                             |
|      |      |      | 台投区         | 洛阳大道 324国道   | 洛阳交警中队     |                             |
|      |      |      | 洛江区         | 北迎宾大道 324国道 | 航空旅游城       | 分段点 原名 杏宅            |
|      |      |      | 洛江区         | 安吉路             | 吉源小区         |                             |
|      |      |      | 洛江区         | 安吉路             | 洛江交通局       |                             |
|      |      |      | 洛江区         | 安吉路             | 景明花园         |                             |
|      |      |      | 洛江区         | 安吉路             | 医高专           | 原名 五金城                 |
|      |      |      | 丰泽区         | 安吉路             | 金凤屿路口       |                             |
|      |      |      | 丰泽区         | 安吉路             | 海峡体育中心     |                             |
|      |      |      | 丰泽区         | 安吉路             | 世界城东门       |                             |
|      |      |      | 丰泽区         | 安吉路             | 青莲寺           | 原名 浔美                   |
|      |      |      | 丰泽区         | 安吉路             | 前头             |                             |
|      |      |      | 丰泽区         | 安吉路             | 埭头             | 五中城东校区                |
|      |      |      | 丰泽区         | 安吉路             | 东星             |                             |
|      |      |      | 丰泽区         | 安吉路             | 山海路口         | ↑                           |
|      |      |      | 丰泽区         | 安吉路             | 边防小区         | 原名 坪山洞东侧             |
|      |      |      | 丰泽区         | 丰泽街             | 公交大厦         |                             |
|      |      |      | 丰泽区         | 丰泽街             | 人民医院         | 人民保险                    |
|      |      |      | 丰泽区         | 丰泽街             | 明湖路口         | 原名 泰和兴业               |
|      |      |      | 丰泽区         | 丰泽街             | 儿童医院         |                             |
|      |      |      | 鲤城区         | 温陵北路           | 温陵路中段       | 原名 公交车站               |
|      |      |      | 鲤城区         | 温陵南路           | 海关大楼         |                             |
|      |      |      | 鲤城区         | 温陵南路           | 温陵路南段       | 原名 中医院、泉州汽车站西门 |
|      |      |      | 鲤城区         | 南迎宾大道 324国道 | 展览城           | 原名 南环路口               |
|      |      |      | 鲤城区         | 南迎宾大道 324国道 | 金浦供水公司     | 原名 万祥医院               |
|      |      |      | 开发区         | 南迎宾大道 324国道 | 清濛             |                             |
|      |      |      | 开发区         | 南迎宾大道 324国道 | 诺林商城         |                             |
|      |      |      | 开发区         | 德泰路             | 清濛科技园       |                             |
|      |      |      | 开发区         | 德泰路             | 仙公山公园       |                             |
|      |      |      | 开发区         | 德泰路             | 崇惠街口         | 原名 清濛长途车站           |
|      |      |      | 开发区         | 德泰路             | 锦信             |                             |
|      |      |      | 开发区         | 德泰路             | 三兴集团         |                             |
|      |      |      | 开发区         | 德泰路             | 鸿绮集团         |                             |
|      |      |      | 开发区         | 德泰路             | 德泰路路口       | 原名 晋江二中               |
|      |      |      | 开发区         | 凤池路             | 潘湖村           |                             |
|      |      |      | 开发区         | 吉泰路             | 清濛亿兴电力     | 起讫站                      |

## 票价
K306路为分段计价，全程¥3.0。其中：
- 福厦高铁泉州东站至航空旅游城：2元/人
- 航空旅游城至清濛亿兴电力：1元/人
- 泉通卡普通卡9折，月票卡、敬老卡、爱心卡优惠有效
- 可使用泉城通APP或支付宝、云闪付、微信乘车码支付

## 配车
K306路配车数总计15部，其中：
- 金旅XML6855JEVW0C  15部

- 安凯HFF6882GK16
（2001.8 - 2007.4）
- 亚星JS6880C93H
（2007.5 - 2010.10）
- 亚星JS6906GHA
（2008.12 - 2010.10）
- 福达FZ6890UF3G3
（2011.4 - 2014.10）
- 福达FZ6106UF63
（2010.10 - 2018.5）
- 申龙SLK6105UF63
（2011.12 - 2018.5）
- 大金龙XMQ6802AGBEVL2
（2018.5 - 2018.7）
- 金旅XML6855JEVW0C
（2018.7 - 2021.9 / 2022.4 - 2023.4 / 2023.9 -）
- 西虎QAC6100NG5-1
（2021.1 - 2022.4）
- 西虎QAC6100HEVG8
（2022.4 - 2023.9）

## 相关
- 泉州公交线路列表